# Långharsholmen
Långharsholmen är ett naturreservat i Sundsvalls kommun i Västernorrlands län.
Området är naturskyddat sedan 1973 och är 108 hektar stort. Reservatet omfattar en ö strax nordväst om Alnön. Ön/reservatet består av betade havsstrandängar och grunda dy- och sandstränder.